# Business Ecosystem
Ein Ecosystem im wirtschaftlichen Sinn beschreibt einen Verbund von Unternehmen (typischerweise drei bis ca. zehn), die durch einen Orchestrator auf eine gemeinsame Wertschöpfung ausgerichtet wird. Dabei übersteigt die Leistung des gesamten Ecosystems aus Sicht der Kunden die Summe der Einzelbeiträge aller Beteiligten.

## Herkunft
Der Begriff Ecosystem stammt aus der Ökologie. In einem wirtschaftlichen Zusammenhang wurde es erstmals im Jahr 1993 von James F. Moore in einem Artikel des Harvard Business Review (Predators and Prey: A New Ecology of Competition) eingeführt.
Zunehmend homogenere Produkte, erhöhtes Risiko durch neue Markteintritte oder stagnierende Märkte führen dazu, dass viele Unternehmen sich in ein immer kompetitiveres Umfeld begeben. Dazu beschreibt Moore, wie sich Unternehmen in ihrem klassischen Ansatz auf einer Einzelunternehmensebene um Marktanteile bekämpfen. Doch um sich in dieser neuen Situation zu behaupten, müssen laut Moore Unternehmen ihre Innovationsperformance steigern. Dieses Ziel kann beispielsweise durch das gezielte Vernetzen von Unternehmen in Ecosystems erreicht werden. Moore hält fest, dass Unternehmen demnach nicht als Mitglied einer einzelnen Industrie zugerechnet werden sollten, sondern als Mitglied eines branchenübergreifenden Systems aus vernetzten Unternehmen (Ecosystem).
Die Entwicklung von autonomen Unternehmen hin zu Ecosystems wird zunehmend durch die Digitalisierung verstärkt. Durch die Digitalisierung werden Transaktionskosten zwischen Unternehmen verringert, was Kooperationen zwischen Unternehmen immer attraktiver macht und ein Verschwimmen der Branchengrenzen nach sich zieht. Dieser Trend führt dazu, dass sich das klassische Unternehmensbild nachhaltig verändert. Unternehmen und Branchen strukturieren sich zunehmend auf ein höheres Aggregationslevel jenseits der klassischen Branchengrenzen. Diese neue Aggregationsebene ist typischerweise ein Ecosystem.
Das eigentliche Neue an einem Business Ecosystem ist charakterisiert durch 1) gemeinschaftlichen Konsum (Sharing), 2) Plattformen zum Informationsaustausch (Nachrichtendienste, soziale Medien), 3) digitale Marktplätze und 4) die Vernetzung von physischen und virtuellen Gegenständen (IoT).

## Abgrenzung des Begriffs
Der Begriff „Ecosystem“ wird in der Fachliteratur und der Praxis nicht einheitlich verwendet. Grundsätzlich kann je nach Zusammenhang zwischen drei Ansätzen unterschieden werden: Knowledge Ecosystem, Plattform Ecosystem und Business Ecosystem (BES). Diese Ansätze unterscheiden sich jedoch hinsichtlich ihrer Logik und ihrer Anforderungen.
- Knowledge Ecosystems[6] sind in der Wirtschaft schon seit längerem bekannt. Sie sind meist lose Unternehmensverbunde, die sich hauptsächlich auf den Wissensaustausch zwischen den Beteiligten beschränken.
- Plattform Ecosystems[7][8] zielen durch eine Vielzahl von Partnern auf Netzwerkeffekte. So werden beispielsweise alle Beteiligte einer Plattform wie App-Store als Plattform Ecosystem zusammengefasst. Charakteristisch hierbei ist, dass durch das Hinzufügen von Partnern kaum höhere Kosten entstehen.
- Business Ecosystems[9] sind in der Praxis und in der Fachliteratur die dominierende Form, wenn von Ecosystems die Rede ist. In der Praxis werden die Begriffe Ecosystem und Business Ecosystem oftmals Synonym verwendet. Deshalb beschränkt sich der gesamte Eintrag hauptsächlich auf den Ansatz des Business Ecosystems.

## Charakteristika eines Business Ecosystems
Unternehmensverbunde müssen eine Reihe von Voraussetzungen erfüllen, um sich als Business Ecosystem zu qualifizieren. Dabei erfüllen sie diese nur, wenn alle Partner auf ein gemeinsames Leistungsversprechen (joint value proposition) ausgerichtet werden. Diese Value Proposition sollte den einzelnen gegenüber überlegen sein. Entweder indem sie ein umfassendes Kundenbedürfnis befriedigt oder durch eine überlegene Leistung eines einzelnen Kundenbedürfnisses.
Zudem müssen die einzelnen Partner des Ecosystems durch eine Vielzahl von multilateralen Beziehungen eng miteinander vernetzt sein. Diese unternehmensübergreifende Vernetzung wird in der Fachliteratur als Alignement bezeichnet. Das Alignement im Unternehmensverbund wird durch einen zentralen Orchestrator unterstützt. Ein Business Ecosystem ist somit ein Unternehmensverbund, der durch einen Orchestrator auf eine gemeinsame Value Proposition aligned wird und dabei mehr erreicht als nur die Summe der Einzelbeiträge.

## Implikationen für Unternehmen und Kunden

### Implikationen für beteiligte Unternehmen
Durch die Teilnahme an einem Business Ecosystem können Unternehmen mit ihren Kooperationspartnern eine überlegene Wertschöpfung in Form von Produkten oder Dienstleistungen erbringen. Darüber hinaus ermöglichen Business Ecosystems Unternehmen neue Märkte zu erschließen oder in bereits vertretenen Märkten Wettbewerbsvorteile gegenüber klassischen Wettbewerbern zu erlangen. Ebenso können sie über ihr Netzwerk aus Unternehmen neuen Kundenkontakt, Kompetenzen oder Ressourcen gewinnen, über die sie selber nicht verfügen. Durch den Zugang zu unternehmensfremden Kompetenzen können sich alle Beteiligte auf ihre Kernkompetenzen fokussieren. Die genannten Faktoren führen zu einem kompetitiven Vorteil, welcher sich in gesteigerten Umsätzen ausdrücken kann. 
Allerdings ist bei einer gesteigerten Partnerkooperation auch eine entsprechende Abhängigkeit sichtbar, die mit dem Grad der Vernetzung steigt. Je nach Fungibilität der Partner, kann beim Wegfallen eines Partners im schlimmsten Fall auch die Value Proposition und somit auch das Ecosystem zusammenbrechen. Andererseits ist mit dem Alignement zwischen Partnern ein Orchestrierungsaufwand in Form von intensiven Abstimmungen und Koordination verbunden. Anders als bei klassischen Netzwerkplattformen führt das Hinzufügen von neuen Partnern auch zu höherem Orchestrierungsaufwand was sich in erhöhten Koordinationskosten widerspiegelt.
Damit muss beim Management von Business Ecosystems gleichzeitig auf das Erzielen einer überlegenen Value Proposition, der Beherrschung des Orchestrierungsaufwandes und der Abhängigkeit von den Partnern fokussiert werden. Im Zuge der Digitalisierung machten moderne Informations- und Kommunikationstechnologien es erst möglich, den Aufwand der Orchestrierung so weit zu senken, dass ein Business Ecosystem wirtschaftlich Sinn macht. 
Ein weiterer Aspekt, den es bei der wirtschaftlichen Betrachtung zu berücksichtigen gilt, ist die Koopetition zwischen den handelnden Akteuren im Business Ecosystem. Koopetition beschreibt die Dualität zwischen Konkurrenz und Kooperation einzelner Akteure eines Business Ecosystems. Erste Ansätze versuchen, Business Ecosystems in die Strategieentwicklung von Unternehmen zu integrieren. Beispielsweise haben Wieninger et al. (2019) einen Ordnungsrahmen entwickelt, der Business Ecosystems und deren Umfeld entlang ihres Wertversprechens charakterisiert und entlang ihrer Koopetition strukturiert.

### Implikationen für den Kunden
Dadurch, dass Ecosystems Kompetenzen aus verschiedenen Wertschöpfungsstufen verbindet, können Kunden von besseren Produkten und Servicedienstleistungen profitieren. Entweder in dem statt einer einzelnen Leistung ein gesamtes Leistungsbündel entlang der Customer Journey durch das BES angeboten wird. Eine andere Möglichkeit ist, dass ein einzelner Schritt der Customer Journey abgebildet wird, dies aber besser als es vorher durch einzelne Firmen der Fall war, da auf neue Kompetenzen zugegriffen werden kann.
Andererseits darf nicht außer Acht gelassen werden, dass Kunden, die eine übergeordnete Leistung von einem Business Ecosystem beziehen, zunehmend transparenter werden. Kundendaten können neu über umfangreichere Kontaktpunkte entlang des Customer Journeys erhoben werden. Umso essentieller ist es, dass Datentransparenz entlang des Prozesses und bei den Schnittstellen zwischen Ecosystem und Kunden geschaffen wird.

### Zusammenführung der Implikationen
Die Zusammenführung der Implikationen der Unternehmens- und Kundenperspektive ist einer der zentralen Bausteine eines Business Ecosystems. Dies kann nur gelingen, in dem der Kunde in den Mittelpunkt gerückt wird und dessen Bedürfnisse durch eine Reihe von wertschöpfenden Tätigkeiten möglichst befriedigt werden. Dafür muss aus Sicht der Unternehmen eine klare Positionierung auf Basis von Bedürfnissen erfolgen. Die geeignete Positionierung eines Unternehmens kann durch die Nutzung einer der sogenannten „Strategy Map“ unterstützt werden. Dabei können Unternehmen zum einen die Rolle als auch die Position des Unternehmens zur Erfüllung des Kundenbedürfnisses ermitteln und gegebenenfalls anpassen.
Mit einem Ecosystem wird die Wertschöpfungslogik aufgebrochen. Der lineare Prozess, der beim Hersteller beginnt und beim Kunden aufhört, wird durch eine gemeinschaftliche Leistungserbringung ersetzt. Der Kunde wird dadurch zum Bestandteil in einer dynamischen Wertschöpfung. Die Unternehmung auf der anderen Seite kann mit einer Ecosystemstrategie diversifizieren, indem sie branchenübergreifend Leistungen erbringt.

## Gesamtwirtschaftliche Implikationen
Sowohl Akademiker, als auch Praktiker scheinen sich einig zu sein, dass die zunehmende Digitalisierung und der erhöhte Wettbewerb einen organisationalen Wandel vorantreiben, dem sich keine Firma mehr entziehen kann.
Dies ermöglicht auch kleinen spezialisierten Unternehmen und Start-ups verglichen mit Großkonzernen konkurrenzfähig zu werden. Der beschriebene Wandel zwingt Unternehmen zwangsläufig ihre Geschäftslogik anzupassen und zunehmend nach dem Konzept des Business Ecosystem auszurichten. Unternehmen werden künftig nicht mehr in getrennten Branchen und Produkten denken, sondern sich auf übergreifende Kundenbedürfnisse fokussieren. Mit diesem grundlegenden Wandel muss sich auch die Logik hinter Managemententscheidungen von der Unternehmensebene auf eine in der Aggregationsskala höhergelegene Ebene des Business Ecosystems ausrichten. Diese veränderte Perspektive betrifft Bereiche, wie Markteintrittsstrategien, Marketing, Kundenakquise oder Unternehmensbewertungen. Somit verschiebt sich auch der Wettbewerb von der Unternehmensebene auf die Ecosystem Ebene.